# هیوستون، رنفروشر
هیوستون (به انگلیسی: Houston) یک روستا در بریتانیا است که در رنفروشر واقع شده‌است. هیوستون ۶٬۶۱۰ نفر جمعیت دارد.